# Dunfermline Town
Dunfermline Town – stacja kolejowa w Dunfermline, w hrabstwie Fife, w Szkocji, w Wielkiej Brytanii. Stacja jest zarządzana przez First ScotRail i znajduje się na Fife Circle Line, 27 km na północ od stacji Edynburg Waverley.
Stacja została otwarta przez Dunfermline and Queensferry Railway 5 marca 1890.